# Đại Hưng (Quảng Nam)
Đại Hưng is een xã in het district Đại Lộc, een van de districten in de Vietnamese provincie Quảng Nam.
De Con stroomt door Đại Hưng en de Vòng stroomt in Đại Hưng in de Con.